# 專業動力
專業動力（英語：Professional Power）是一個香港偏建制派的智庫和地區組織，成立於2010年，定位為「獨立無政黨」，自身並不視為政黨。

## 歷史
2012年7月，專業動力方國珊率領出戰新界東選區直選，以24,594票最高票落選。
2015年香港區議會選舉派出九人參選，當中四人當選。9名参選人得票共獲近14,000票。部分新人在將軍澳、西貢和清水灣郷郊僅差二、三百票當選。專業動力為現屆西貢區議會第四大組織。
2016年1月3日，方國珊宣布參選2016年香港立法會新界東地方選區補選。最終方國珊取得33,424票，以7.73%得票率落選，在7名候選人中得票排行第4。
2016年香港立法會選舉，方國珊宣布再度參選。最後以34,544票落敗，僅與奪得最後一席的梁國雄相差一千票。
2018年香港立法會補選，方國珊再度參選，獲得64,905票落敗，以15.74%得票率落選，在6名候選人之中得票第3。
2019年香港區議會選舉，專業動力派出7人參選，4位現任議員競逐連任，另派出3位社區主任出選將軍澳南3個選區，包括林素蔚出選澳唐選區、黃向賢出選寶怡選區、林樂儀出選新增的海晉選區，最終只有張美雄、方國珊及張展鵬連任成功，陳繼偉則連任失敗。
2020年香港立法會選舉，原本召集人方國珊、青年團副召集人李思朗、社區幹事陸秀貞參選新界東選區，然而第三波疫情關係，選舉押後一年，2021年香港立法會選舉，專業動力只派出林素蔚參選新界東南選區地區直選，最終林素蔚以38214票成為第二當選人，該區第一當選人為取得82595票的李世榮。
2022年1月，西貢區議會議員張美雄、張展鵬及前議員陳繼偉退出專業動力，並另牽頭成立中間偏建制派的智庫組織民生圓桌。專業動力在區議會議席由三席減至一席，只剩下召集人方國珊。
2023年香港區議會選舉，專業動力派出3人參選，方國珊競逐連任，出選西貢及坑口選區，另派出西貢區青年社區建設委員會委員李思朗出選將軍澳南選區、社區幹事陸秀貞出選將軍澳北選區，最終方國珊連任成功。

## 現屆議員

### 立法會議員
| 席位     | 選區／界別 | 議員     | 2022-2025 | 備註 |
| -------- | ---------- | -------- | --------- | ---- |
| 地方選區 | 新界東南   | 林素蔚   |           |      |
| 所得議席 | 所得議席   | 所得議席 | 1         |      |

### 區議員
2024年至2027年，專業動力在1個區議會共有1個議席，議員包括：
| 區議會 | 代號 | 選區       | 議員   | 備註                             |
| ------ | ---- | ---------- | ------ | -------------------------------- |
| 西貢區 | Q1   | 西貢及坑口 | 方國珊 | 2010年退出自由黨，創立專業動力。 |

## 政治立場
方國珊及其所屬專業動力一直被視為中間派組織，於2012年起多次選舉都和建制派及民主派作直接競爭。
不過於2016年香港立法會選舉，亦有報道指建制派操盤人亦曾在新界東直選嘗試配票予方國珊，但最終方國珊仍然落選。
2017年行政長官選舉中，專業動力投票支持非建制派人士胡國興。
2019年香港修例風波中，專業動力反對逃犯條例修訂草案，支持一次性移交陳同佳。同時，專業動力亦要求政府成立獨立調查委員會，並重申一貫支持真雙普選的立場，更要求政府盡快重組行政會議及三司十二局，以達致以民為本。此外，專業動力亦曾譴責七月二十一日於元朗站發生的元朗襲擊事件。
於2019年香港區議會選舉前夕，包括連登討論區及民間網站「選舉事實處」在內，均有一張聲稱是「工聯會內部指引」流傳，叫人支持建制派的候選人，當中包括方國珊、張展鵬、陳繼偉、張美雄、林素蔚、林樂儀在內六名專業動力的候選人（此六區並沒有正式的親中候選人），但同為候選人的黃向賢（對手為工聯會朱琳）則沒有獲支持。就此，環保南候選人張美雄於選舉論壇中表示對被列入名單毫不知情，並重申自己為獨立無黨派人士，並非保皇黨（泛民主派對親中派的貶稱）成員。
結果有三人當選，全部出現在「支持名單」內，另外三人雖然落敗，但仍有一定票數，至於不在「名單」中的人，得票率低於5%，保證金被沒收。

## 選舉

### 立法會選舉
| 選舉        | 民選得票 | 民選得票比例 | 地方選區議席 | 功能界別議席 | 總議席 | +/- |
| 2012        | 24,594   | 1.35%        | 0            | 0            | 0 / 70 | 0   |
| 2016 (補選) | 33,424▲  | 7.73%▲       | 0            | 不適用       | 0 / 1  | 0 ━ |
| 2016        | 34,544▲  | 1.59%▲       | 0            | 0            | 0 / 70 | 0 ━ |
| 2018 (補選) | 64,905 ▲ | 15.74%▲      | 0            | 不適用       | 0 / 1  | 0 ━ |
| 2021        | 38,214▼  | 29.97%▲      | 1            | 0            | 1 / 90 | 1▲  |

### 區議會選舉
| 選舉 | 民選得票 | 民選得票比例 | 民選議席 | 地區委員會議席 | 委任議席 | 當然議席 | 總議席  | +/- |
| 2015 | 13,865 ▲ | 1.07% ▲      | 4        | 不適用         | 不適用   | 0        | 4 / 458 | 2 ▲ |
| 2019 | 16,619 ▲ | 1.93% ▲      | 3        | 不適用         | 不適用   | 0        | 3 / 452 | 1 ▼ |
| 2023 | 23,557 ▲ | 2.01% ▲      | 1        | 0              | 0        | 0        | 1 / 470 | 2 ▼ |

## 外部連結
- 專業動力的Facebook專頁